# 飾妝油鯰
飾妝油鯰，是輻鰭魚綱鯰形目油鯰科的其中一種。

## 分布
本魚分布於南美洲巴西、厄瓜多、秘魯、蓋亞那、蘇利南、法屬圭亞那、巴拉圭、哥倫比亞、委內瑞拉、阿根廷的溪流中。

## 特徵
本魚體油亮、扁平，體色為銀色，體側具有三道深色條紋；最上面的一道斑紋從背鰭基部，沿著背部延伸至尾柄，直至尾鰭上葉，尾鰭下葉有一道相應的深色條紋；第二道斑紋在第一道下方，中間有一白色細紋隔開；第三道楔形條紋從背鰭向下延伸，消失在胸鰭和腹鰭之間。頭部為深灰色，背鰭呈白色，帶有醒目的深色斑點。體長可達38.5公分。

## 生態
本魚棲息環境多元，在河川上游的河床、順流而下急流、在迴流水區域中或在水池的多石底部上。活躍的在薄暮，屬肉食性，以魚類為主食。會發出大聲的咕噥聲。鰭胸棘能分泌毒液，當刺傷時，會引起非常令人痛苦的創傷。

## 經濟利用
在當地為食用魚，也做為觀賞性魚類。